# Harmontown
Harmontown è un documentario biografico del 2014, diretto da Neil Berkeley, basato sulla vita di Dan Harmon, attore e regista statunitense. A narrare la sua carriera, attori come Alison Brie, Ben Stiller, Jack Black e Sarah Silverman.